# 杏林内省録
『杏林内省録』（きょうりんないせいろく）は、備前岡山藩医であった緒方惟勝義夫（摂生堂）が医師の心得や症例などを書いた天保期の医術書。天保7年（1836年）夏に門人12人とともに京都で著された。全6巻。

## 概要
医師の倫理及び症例をあげ、治療法を教示している名著とされる。『続日本随筆大成第10巻』内にも収められている。
当時の医師らの様子・乱れを嘆いて書かれたもので、官医、市医、里医ごとに医師としての心構えなどを説いているほか、師を選ぶ心得として七不事（してはいけないこと）を記している。「お金を貪り貧しい生徒を遠ざける、技術を秘匿し人に伝えない、個人的な親しさの度合いを論じて才能の有無を弁じない、名聞を貴び威儀を飾る、衣服は美しくして薬品をぞんざいにする、黄白（黄金のことか）を重んじて治術（治療の術）を軽んじる、家の事を専ら行い教導を怠る、このうちひとつでもあれば、師として仕えることはできない。」と述べている（杏林内省録（巻六））。
また、「杏林内省録」では、各地の不可思議な事象・伝承にも言及しており、百姓満平の長寿話をはじめ、妖怪などの伝承についても記述されている（緒方惟勝伝承の妖怪については国際日本文化研究センターの「怪異・妖怪伝承データベース」参照）。
なお、著者緒方惟勝には、この杏林内省録のほか、「増補衛生秘要鈔」「医事難問」「療治緒訓」「病因正誤」などの著書があるほか、奥劣斎の著とされる「産科手術秘録」第一巻は惟勝の筆記によるもの。